# سعيد بن عبد الله القحطاني
الفريق أول ركن سعيد بن عبد الله بن دبيس القحطاني، مساعد وزير الداخلية لشؤون العمليات والمشرف على الأمن العام.

## حياته
تخرج الفريق سعيد القحطاني من كلية الملك فهد الأمنية وقام بعدها بالعمل في قطاع الأمن، حيث أنه عمل بكل جهد وصدق في هذا المجال وذلك في عام 1390 هجري، كما أنه كان يعمل في قطاع الأمن برتبة ملازم، ولكنه لم يكتفي بذلك فقام بالعديد من الدورات المتخصصة والخاصة في قطاع الأمن، وحصل على الكثير من المناصب الجيدة والكبيرة في الأمن.

## المناصب
حصل الفريق أول سعيد القحطاني على العديد من المناصب والإنجازات التي أهلته للوصول للمكانة الرفيعة في وزارة الداخلية السعودية، وهذا بفضل عمله الجاد وإخلاصه في العمل، وحصل على العديد من الدورات التخصصية كما تقلد العديد من المناصب وهي:
- عين مديرًا للتموين بالإدارة العامة للسجون.
- عمل في الأمن الجنائي بالأمن العام.
- عين مدرسًا للتحقيق بمعهد الأدلة الجنائية وأعد المادة العلمية بذلك.
- عمل مديرًا لمكتب مساعد مدير الأمن العام للأمن الجنائي.
- عين في عام 1984م رئيسًا لقسم تحقيق قضايا النفس بالأمن الجنائي.
- عمل في نفس العام قائدًا لوحدات التحقيق بمنطقة عرفات واستمر 4 سنوات.
- في عام 1992 عين مديرًا لشعبة التحقيقات الجنائية ومن ثم مديرًا لإدارة الأمن الجنائي.
- في مواسم الحج أعوام 1987 – 1988 – 1989 – 1990 عين قائدًا لوحدات التحقيق بمنطقة منى.
- عين مديرًا للأمن الجنائي في المشاعر المقدسة في أعوام 1990 – 1991 – 1992 – 1993 – 1994.
- في عام 1414هـ عين مساعدًا لقائد قوات أمن الحج للأمن الجنائي وساهم في تطوير خطط الأمن الجنائي في الحج.
- عين مديرًا لشرطة منطقة مكة المكرمة في26 يونيو 1998.
- عمل نائبًا لقائد قوة امن الحج عام 2002.
- عين مديراً للأمن العام منذ عام 2004 وحتى تعيينه مساعد لوزير الداخلية لشؤون العلميات في عام 2014[4]